# 오울루강

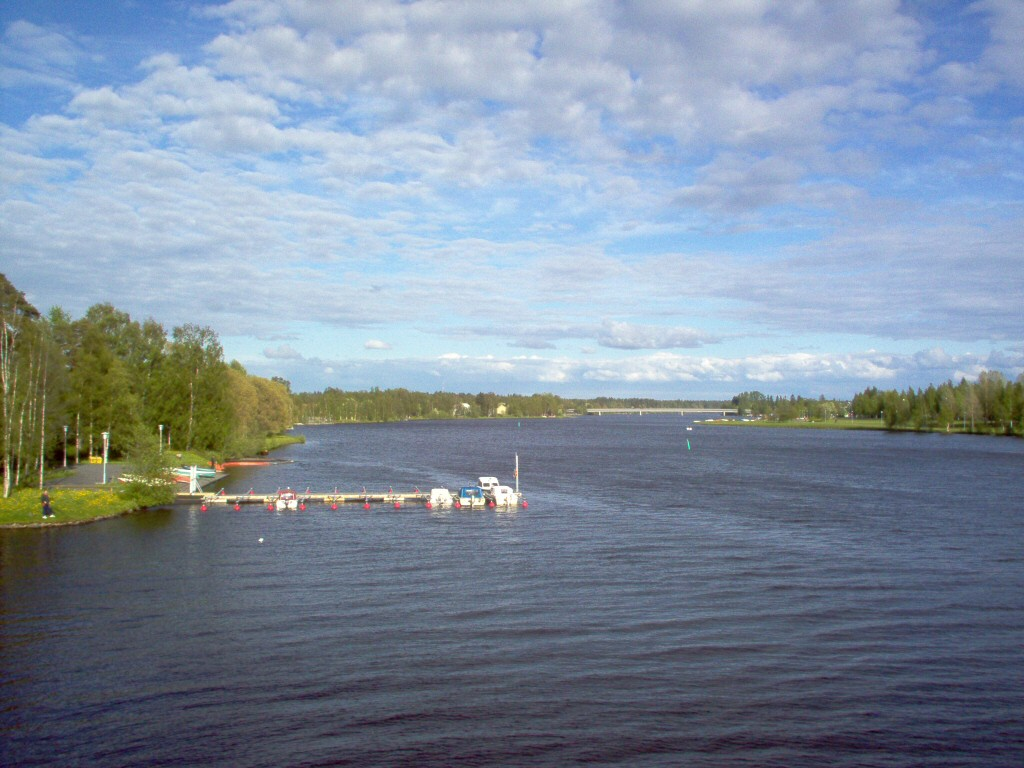
오울루강

오울루강(핀란드어: Oulujoki, 스웨덴어: Ule älv)은 핀란드의 오울루 지방에 위치한 강이다. 강의 이름은 오울루얘르비 지역에서 따왔으며 오울루를 통하여 보트니아만으로 흘러들어간다. 오울루 항구가 강 하구에 위치한다.
1950년대부터 수력발전소가 건설되기 시작하면서 지금까지 총 12개의 발전기가 가동되고 있다.